# Prowincja Wientian
Wientian (Viangchan, laot. ວຽງຈັນ) – prowincja Laosu, znajdująca się w północno-zachodniej części kraju. Graniczy z Tajlandią. Stolicą prowincji jest miasto Muang Phôn-Hông.
Prowincja powstała w 1989 r. z podziału na dwie części prefektury Wientian.

## Podział administracyjny
Prowincja Wientian dzieli się na dwanaście dystryktów:
1. Feuang
2. Hinhurp
3. Hom
4. Kasy
5. Keo Oudom
6. Mad
7. Phonhong
8. Thoulakhom
9. Vangvieng
10. Viengkham
11. Xaisomboun
12. Xanakharm.